# 800 mètres féminin aux championnats du monde d'athlétisme 2022
Pour des articles plus généraux, voir Championnats du monde d'athlétisme 2022 et 800 mètres aux championnats du monde d'athlétisme.
Navigation
Doha 2019 Budapest 2023
L'épreuve du 800 mètres féminin des championnats du monde de 2022 se déroule les 21, 22 et 24 juillet 2022 au sein du stade Hayward Field à Eugene, aux États-Unis.

## Records et performances

### Records
Les records du 800 m femmes (mondial, des championnats et par continent) étaient avant les championnats 2022 les suivants :
| Record du monde                                                | Jarmila Kratochvílová | République tchèque | 1 min 53 s 28 | Munich    | 26 juillet 1983  |
| Record des championnats                                        | Jarmila Kratochvílová | République tchèque | 1 min 54 s 68 | Helsinki  | 9 août 1983      |
| Record d'Afrique                                               | Pamela Jelimo         | Kenya              | 1 min 54 s 01 | Zurich    | 29 août 2008     |
| Record d'Asie                                                  | Liu Dong              | Chine              | 1 min 55 54   | Pékin     | 9 septembre 1993 |
| Record d'Europe                                                | Jarmila Kratochvílová | République tchèque | 1 min 53 s 28 | Munich    | 26 juillet 1983  |
| Record d'Amérique du Nord, d'Amérique centrale et des Caraïbes | Ana Fidelia Quirot    | Cuba               | 1 min 54 s 44 | Barcelone | 9 septembre 1989 |
| Record d'Amérique du Sud                                       | Letitia Vriesde       | Suriname           | 1 min 56 s 68 | Göteborg  | 13 août 1995     |
| Record d'Océanie                                               | Catriona Bisset       | Australie          | 1 min 58 s 09 | Chorzów   | 20 juin 2021     |

### Meilleures performances de l'année 2022
Les dix athlètes les plus rapides de l'année sont, avant les championnats, les suivantes.
| 1  | Athing Mu        | États-Unis  | 1 min 57 s 01 | Rome                | 9 juin 2022  |
| 2  | Ajeé Wilson      | États-Unis  | 1 min 57 s 23 | Eugene              | 26 juin 2022 |
| 3  | Mary Moraa       | Kenya       | 1 min 57 s 45 | Nairobi             | 24 juin 2022 |
| 4  | Keely Hodgkinson | Royaume-Uni | 1 min 57 s 71 | Oslo                | 16 juin 2022 |
| 5  | Raevyn Rogers    | États-Unis  | 1 min 57 s 96 | Eugene              | 26 juin 2022 |
| 6  | Laura Muir       | Royaume-Uni | 1 min 58 s 09 | Oslo                | 16 juin 2022 |
| 7  | Allie Wilson     | États-Unis  | 1 min 58 s 18 | San Juan Capistrano | 6 mai 2022   |
| 7  | Faith Kipyegon   | Kenya       | 1 min 58 s 18 | Nairobi             | 24 juin 2022 |
| 9  | Diribe Welteji   | Éthiopie    | 1 min 58 s 28 | Chorzów             | 5 juin 2022  |
| 10 | Sage Hurta       | États-Unis  | 1 min 58 s 30 | Eugene              | 24 juin 2022 |

## Critères de qualification
Le minima de qualification est fixé à 1 min 59 s 50, la période de qualification est comprise entre le 27 juin 2021 et le 26 juin 2022.

## Résultats

### Finale
| Rang               | Athlète          | Pays        | Temps         | Notes |
| ------------------ | ---------------- | ----------- | ------------- | ----- |
| Médaille d'or      | Athing Mu        | États-Unis  | 1 min 56 s 30 | WL    |
| Médaille d'argent  | Keely Hodgkinson | Royaume-Uni | 1 min 56 s 38 | SB    |
| Médaille de bronze | Mary Moraa       | Kenya       | 1 min 56 s 71 | PB    |
| 4                  | Diribe Welteji   | Éthiopie    | 1 min 57 s 02 | PB    |
| 5                  | Natoya Goule     | Jamaïque    | 1 min 57 s 90 | SB    |
| 6                  | Raevyn Rogers    | États-Unis  | 1 min 58 s 26 |       |
| 7                  | Anita Horvat     | Slovénie    | 1 min 59 s 83 |       |
| 8                  | Ajee Wilson      | États-Unis  | 2 min 00 s 19 |       |

### Demi-finales
Les 2 premières de chaque série (Q) et les 2 meilleurs temps(q) se qualifient pour la finale.
| Rang | Série | Athlète             | Pays           | Temps   | Notes |
| ---- | ----- | ------------------- | -------------- | ------- | ----- |
| 1    | 3     | Athing Mu           | États-Unis     | 1:58.12 | Q     |
| 2    | 3     | Diribe Welteji      | Éthiopie       | 1:58.16 | Q, PB |
| 3    | 2     | Keely Hodgkinson    | Royaume-Uni    | 1:58.51 | Q     |
| 4    | 2     | Natoya Goule        | Jamaïque       | 1:58.73 | Q     |
| 5    | 2     | Raevyn Rogers       | États-Unis     | 1:58.77 | q     |
| 6    | 3     | Anita Horvat        | Slovénie       | 1:59.60 | q, PB |
| 7    | 1     | Mary Moraa          | Kenya          | 1:59.65 | Q     |
| 8    | 3     | Lore Hoffmann       | Suisse         | 1:59.88 | SB    |
| 9    | 1     | Ajeé Wilson         | États-Unis     | 1:59.97 | Q     |
| 10   | 3     | Prudence Sekgodiso  | Afrique du Sud | 2:00.01 |       |
| 11   | 2     | Freweyni Hailu      | Éthiopie       | 2:00.11 |       |
| 12   | 1     | Adelle Tracey       | Jamaïque       | 2:00.21 |       |
| 13   | 3     | Elena Bellò         | Italie         | 2:00.34 |       |
| 14   | 1     | Habitam Alemu       | Éthiopie       | 2:00.37 | SB    |
| 15   | 1     | Jemma Reekie        | Royaume-Uni    | 2:00.43 |       |
| 16   | 2     | Anna Wielgosz       | Pologne        | 2:00.51 |       |
| 17   | 3     | Alexandra Bell      | Royaume-Uni    | 2:00.82 |       |
| 18   | 1     | Rénelle Lamote      | France         | 2:00.86 |       |
| 19   | 3     | Halimah Nakaayi     | Ouganda        | 2:01.05 |       |
| 20   | 2     | Majtie Kolberg      | Allemagne      | 2:01.36 |       |
| 21   | 1     | Lindsey Butterworth | Canada         | 2:01.39 |       |
| 22   | 2     | Noélie Yarigo       | Bénin          | 2:01.52 |       |
| 23   | 1     | Christina Hering    | Allemagne      | 2:01.57 |       |
| 24   | 2     | Ellie Baker         | Royaume-Uni    | 2:02.77 |       |
| 25   | 3     | Naomi Korir         | Kenya          | 2:03.08 |       |
| 26   | 2     | Catriona Bisset     | Australie      | 2:05.20 |       |

### Séries
Les 3 premières de chaque série (Q) et les 6 meilleurs temps (q) se qualifient pour les demi-finales.
| Rang | Série | Athlète               | Pays                            | Temps   | Notes |
| ---- | ----- | --------------------- | ------------------------------- | ------- | ----- |
| 1    | 1     | Diribe Welteji        | Éthiopie                        | 1:58.83 | Q     |
| 2    | 1     | Jemma Reekie          | Royaume-Uni                     | 1:59.09 | Q     |
| 3    | 1     | Adelle Tracey         | Jamaïque                        | 1:59.20 | Q, PB |
| 4    | 6     | Natoya Goule          | Jamaïque                        | 2:00.06 | Q     |
| 5    | 6     | Mary Moraa            | Kenya                           | 2:00.42 | Q     |
| 6    | 4     | Renelle Lamote        | France                          | 2:00.71 | Q     |
| 7    | 6     | Anna Wielgosz         | Pologne                         | 2:00.79 | Q     |
| 8    | 1     | Lindsey Butterworth   | Canada                          | 2:00.81 | q     |
| 9    | 2     | Keely Hodgkinson      | Royaume-Uni                     | 2:00.88 | Q     |
| 10   | 4     | Freweyni Hailu        | Éthiopie                        | 2:00.93 | Q     |
| 11   | 4     | Ajee Wilson           | États-Unis                      | 2:01.02 | Q     |
| 12   | 6     | Majtie Kolberg        | Allemagne                       | 2:01.21 | q, SB |
| 13   | 4     | Alexandra Bell        | Royaume-Uni                     | 2:01.25 | q     |
| 14   | 3     | Athing Mu             | États-Unis                      | 2:01.30 | Q     |
| 15   | 5     | Raevyn Rogers         | États-Unis                      | 2:01.36 | Q     |
| 16   | 5     | Habitam Alemu         | Éthiopie                        | 2:01.37 | Q     |
| 17   | 3     | Halimah Nakaayi       | Ouganda                         | 2:01.41 | Q     |
| 18   | 2     | Anita Horvat          | Slovénie                        | 2:01.48 | Q     |
| 19   | 5     | Noélie Yarigo         | Bénin                           | 2:01.58 | Q     |
| 20   | 5     | Prudence Sekgodiso    | Afrique du Sud                  | 2:01.60 | q     |
| 21   | 4     | Naomi Korir           | Kenya                           | 2:01.61 | q     |
| 22   | 2     | Lore Hoffmann         | Suisse                          | 2:01.63 | Q     |
| 23   | 2     | Christina Hering      | Allemagne                       | 2:01.63 | q     |
| 24   | 6     | Louise Shanahan       | Irlande                         | 2:01.71 |       |
| 25   | 3     | Ellie Baker           | Royaume-Uni                     | 2:01.72 | Q     |
| 26   | 5     | Chrisann Gordon       | Jamaïque                        | 2:01.91 |       |
| 27   | 3     | Rose Mary Almanza     | Cuba                            | 2:01.96 |       |
| 28   | 3     | Olha Lyakhova         | Ukraine                         | 2:02.16 |       |
| 29   | 2     | Gayanthika Artigala   | Sri Lanka                       | 2:02.35 |       |
| 30   | 1     | Jarinter Mawia Mwasya | Kenya                           | 2:02.35 |       |
| 31   | 6     | Jerneja Smonkar       | Slovénie                        | 2:02.48 |       |
| 32   | 1     | Eveliina Määttänen    | Finlande                        | 2:02.68 |       |
| 33   | 5     | Madeleine Kelly       | Canada                          | 2:02.71 |       |
| 34   | 2     | Elena Bellò           | Italie                          | 2:02.87 | qR    |
| 35   | 4     | Shafiqua Maloney      | Saint-Vincent-et-les-Grenadines | 2:03.00 |       |
| 36   | 1     | Déborah Rodríguez     | Uruguay                         | 2:03.04 |       |
| 37   | 1     | Mariela Luis Real     | Mexique                         | 2:03.24 |       |
| 38   | 6     | Nozomi Tanaka         | Japon                           | 2:03.56 |       |
| 39   | 3     | Assia Raziki          | Maroc                           | 2:03.77 |       |
| 40   | 4     | Addy Townsend         | Canada                          | 2:03.79 |       |
| 41   | 5     | Vanessa Scaunet       | Belgique                        | 2:04.07 |       |
| 42   | 5     | Claudia Hollingsworth | Australie                       | 2:04.11 |       |
| 43   | 3     | Tess Kirsopp-Cole     | Australie                       | 2:05.74 |       |
| 45   | 2     | Catriona Bisset       | Australie                       | 2:22.25 | qR    |
| 44   | 6     | Hedda Hynne           | Norvège                         | 2:06.27 |       |

## Légende
Records et Performances
- AR : Record continental (area record)
- CR : Record des championnats (championship record)
- MR : Record du meeting (meet record)
- NR : Record national (national record)
- OR : Record olympique (olympic record)
- PR : Record paralympique (paralympic record)
- PB : Record personnel (personal best)
- SB : Meilleure performance personnelle de la saison (season's best)
- WL : Meilleure performance mondiale de l'année (world leader)
- WJR : Record du monde junior (world junior record)
- WR : Record du monde (world record)

Circonstances et Conditions
- DNF : N'a pas terminé (did not finish)
- DNS : N'a pas pris le départ (did not start)
- DQ : Disqualification (disqualification)
- NM : Aucun essai valable enregistré (No Mark)
- Q : Qualifié « directement » au prochain tour (ou à la prochaine compétition), lors d'une compétition majeure, grâce au classement ou à la réalisation des minima (automatic qualifier)
- q : Qualifié au prochain tour (ou à la prochaine compétition), lors d'une compétition majeure, grâce au repêchage ou à la réalisation de l'une des meilleures performances parmi celles des « non qualifiés directement » (grâce au meilleur temps ou à la meilleure distance par exemple) (secondary qualifier)